# كيان هندسي رئيسي
الكيانات الهندسية الرئيسية هي: النقطة والخط والمستوى وتعتبر نواة البديهيات البدائية التي وضعها اقليدس، لها خصائص غير حقيقية أي مفاهيم نظرية، خالية من حجم وسمك. تبرهن من خلال إجراءات افتراضية استنتاجية، خصائصها ضرورية لتحليل ووصف الهيئات الهندسية الأكثر تعقيدا. 

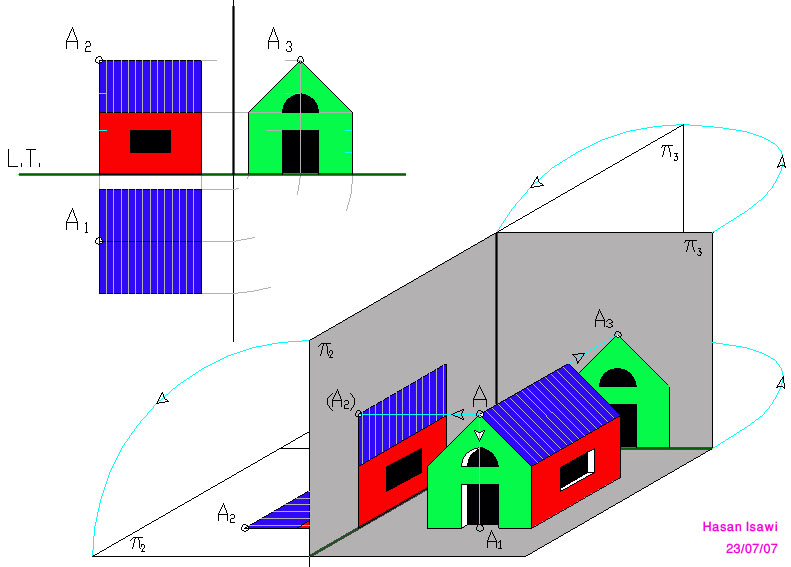
تعتبر خصائص الكيانات الهندسية الرئيسية ضرورية لتحليل ووصف الكيانات الهندسية الأكثر تعقيدا

## النقطة
النقطة يمكن أن تحدد كتقاطع بين :
- خطين مستقيمين r s يقعان على نفس المستوى. عندما r s يكونان متوازيين، نقطة تقاطعهم هي نقطة لانهائية؛
- خط وسطح, في حالة التوازي، نقطة التقاطع هي نقطة لانهائية؛
- ثلاثة اسطح.

## خط مستقيم
الخط يمكن أن يحدد :
- بتوصيل نقطتين, ألتان يمكن أن يكونان نهائيتين, أو واحدة منهما لانهائية
- كتقاطع بين مستويين, عندما يكونان متوازيين, تقاطعهما هو خط لانهائي (يسمى استلقاء المستوى- Giacitura)

## سطح مستقيم
- السطح المستقيم يمكن ان يحدد إذا كان معلوم:
- ثلاثة نقط, التي يُمكن ان تكون مكونة من:
  - ثلاثة نقط نهائية, غير مستطفه على نفس الاستقامة,
  - نقطتان نهائيتان ونقطة لانهائية
  - نقطة نهائية ونقطتان لا نهائيتان

## الأشكال الهندسية الأساسية (هندسة إسقاطية)
يتكون الشكل الهندسي الأساسي من عنصر داعم وآخر راسم.
الأشكال الهندسية الأساسية هي اثني عشر وتنقسم إلى أربعة أنواع ، يعتمد تمييزها على عدد الإحداثيات الإسقاطية اللازمة لوصفها.
إن أشكال النوع الأول ذات بُعد واحد ، أما النوع الثاني فله بعدين ، إلخ.
تم تنظيم الأشكال الهندسية الأساسية في عام 1832 من قبل عالم الرياضيات السويسري ج. شتاينر ((بالإنجليزية: Jakob steiner)).

### التصنيف على أساس الأنواع[2]
- أ- الأشكال الهندسية الأساسية من النوع الأول
  - أ1 - الخط المنقط ، أي مجموعة نقاط لخط: الداعم هو الخط ، والراسم هي النقطة.
  - أ2 - حزمة الخطوط المستقيمة ، وهي مجموعة الخطوط المستقيمة التي تنتمي لمستوى وتمر بالنقطة نفسها: حيث الداعم هو المستوى بأكمله والنقطة ، والراسم هو الخط المستقيم.
- أ3 - حزمة المستويات ، وهي مجموعة مستويات تمر بخط مستقيم: حيث الداعم هو الخط ، والراسم هو المستوى.

- ب- النوع الثاني من الأشكال الهندسية الأساسية
  - ب1 - المستوى المنقط ، أي مجموعة النقاط التي تنتمي لمستوى: حيث الداعم المستوى ، والراسم النقطة:
  - ب2 - المستوى المسطر، أي مجموعة خطوط لمستوى: الداعم هو المستوى ، والراسم هو الخط المستقيم:
  - ب3 - نجمة خطوط مستقيمة ، أي مجموعة الخطوط المستقيمة التي بنقطة في الفضاء: الداعم هي النقطة في الفضاء ، والراسم هو الخط.
  - ب4 - نجمة مستويات ، أي مجموعة المستويات التي تمر بنقطة في الفضاء: الداعم هي النقطة في الفضاء ، والراسم هو المستوى.

- ج- الأشكال الهندسية الأساسية من النوع الثالث
  - ج1 - فضاء النقاط ، أي مجموعة النقاط في الفضاء: الفضاء هو الداعم ، والراسم هي النقطة.
  - ج2 - فضاء المستويات، أي مجموعة المستويات في الفضاء: الداعم هو الفضاء ، والراسم هو المستوى.

- د- الأشكال الهندسية الأساسية من النوع الرابع
  - د1 - فضاء الخطوط ، أي مجموعة الخطوط في الفضاء: الداعم هو الفضاء، والراسم هو الخط .
  - د2 - الخط اللانهائي ، وهو مجموعة النقاط اللانهائية لخطوط المستوى: الداعم هو الخط اللانهائي والراسم هي النقطة اللانهائية.
  - د3 - المستوى اللانهائي ، أي مجموعة النقاط اللانهائية لجميع الخطوط في الفضاء والخطوط اللانهائية لجميع المستويات في الفضاء.